# Xylosciara heptacantha
Xylosciara heptacantha är en tvåvingeart som beskrevs av Risto Kalevi Tuomikoski 1957. Xylosciara heptacantha ingår i släktet Xylosciara och familjen sorgmyggor.
Artens utbredningsområde är Finland. Arten är reproducerande i Sverige. Inga underarter finns listade i Catalogue of Life.